# Wolfgang Pesendorfer (Jurist)
Wolfgang Pesendorfer (* 20. Dezember 1949 in Traunkirchen; † 22. Oktober 2022) war ein österreichischer Rechtswissenschaftler. Er war von 1993 bis 2007 Vizepräsident des österreichischen Verwaltungsgerichtshofes.

## Leben
Wolfgang Pesendorfer studierte Rechtswissenschaften an der Johannes Kepler Universität Linz und wurde dort 1973 zum Dr. iur. promoviert. Von 1974 bis 1976 wirkte er als Universitätsassistent am Institut für Verwaltungsrecht und Verwaltungslehre an der Universität Linz und trat 1976 in den Dienst des Landes Oberösterreich ein. 1985 wurde er zum Universitätsdozent für Verfassungs- und Verwaltungsrecht bestellt, nachdem er sich über die Funktion des Landeshauptmannes habilitiert hatte. 1987 erfolgte die Bestellung zum Leiter der Abteilung Verfassungsdienst im Amt der oberösterreichischen Landesregierung (Landtagsdirektor).
1993 wurde Pesendorfer zum Vizepräsidenten des Verwaltungsgerichtshofes ernannt. Ab 1994 war er außerordentlicher Universitätsprofessor für Verwaltungsreformrecht an der Universität Linz. 1999 wurde er auf Vorschlag der Bundesregierung Ersatzmitglied des Verfassungsgerichtshofes. Zum 1. Juli 2007 trat Pesendorfer in seiner Funktion als Vizepräsident des Verwaltungsgerichtshofes in den Ruhestand, mit 24. September 2007 legte er auch die Ersatzmitgliedschaft am Verfassungsgerichtshof zurück.
Wolfgang Pesendorfer wirkte nach seinem Ausscheiden aus dem Verwaltungsgerichtshof als Rechtsanwaltsanwärter und Rechtsanwalt. Nach Information der Zeitung Wirtschaftsblatt (Ausgabe vom 21. April 2011) wurde gegenüber Wolfgang Pesendorfer in seiner Funktion als Rechtsanwalt in der freien Wirtschaft das Insolvenzverfahren eröffnet. Mit Wirkung vom 4. Mai 2012 wurde der Konkurs aufgehoben. Wolfgang Pesendorfer arbeitete danach nicht mehr als Rechtsanwalt.
Pesendorfer war Mitglied der katholischen Studentenverbindung K.a.V. Austro-Danubia Linz im ÖCV.

## Auszeichnungen
- 1999: Großes Silbernes Ehrenzeichen mit dem Stern für Verdienste um die Republik Österreich[4]